# Emerson Hill
Emerson Hill ist der Name einer Hügellandschaft und des darauf gelegenen Stadtviertels in dem Stadtbezirk Staten Island, New York City mit etwa 24.000 Einwohnern (2025). Das Viertel ist bekannt für seine luxuriösen Anwesen, seine Natur und seine historische Bedeutung.

## Lage
Emerson Hill liegt südlich des Staten Island Expressway und grenzt an Todt Hill. Die erhöhte Topografie bietet eindrucksvolle Ausblicke auf die Verrazzano-Narrows Bridge, die Lower New York Bay und die Skyline von Manhattan. Die Nachbarschaft ist Teil des „Special Natural Area District“, wodurch Eingriffe in die Natur, wie Baumfällungen, genehmigungspflichtig sind.

## Demografie
Emerson Hill zählt zu den wohlhabendsten Vierteln Staten Islands. Die Gegend ist geprägt von großzügigen Einfamilienhäusern und Villen auf großen, bewaldeten Grundstücken. Die ruhige, gepflegte Wohngegend bietet hohe Lebensqualität, eine niedrige Bevölkerungsdichte und ein überdurchschnittliches Haushaltseinkommen.

## Geschichte

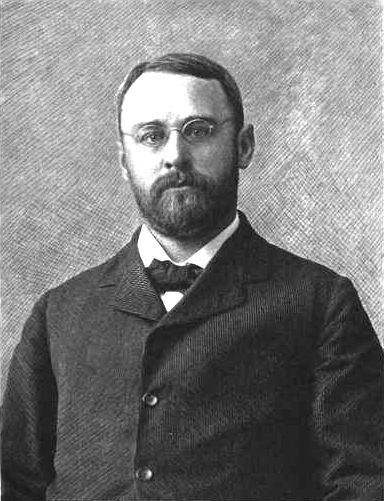
William Emerson Barrett

Der Name geht auf den Politiker und Verleger William Emerson Barrett zurück, einen Verwandten des Philosophen Ralph Waldo Emerson, dessen Familie im 19. Jahrhundert das Land besaß.
1843 lebte Henry David Thoreau mehrere Monate bei den Emersons, um deren Kinder zu unterrichten – es war das einzige Mal, dass Thoreau als Erwachsener außerhalb von Concord, Massachusetts, wohnte.

## Die Hügellandschaft
Emerson Hill ist Teil der charakteristischen Hügelkette im Zentrum von Staten Island. Die Topografie ist geprägt von bewaldeten Hängen, Naturpfaden und großzügigen Grundstücken. Mitten im Viertel liegt der Deere Park, ein großes Waldgebiet, das in das 2800 Acre umfassende Staten Island Greenbelt-Naturschutzgebiet übergeht.

## Popkultur
Neben William Emerson und Henry David Thoreau ist Emerson Hill auch durch den Filmklassiker „Der Pate“ (The Godfather) bekannt: Zwei große Tudor-Villen am Ende der Longfellow Avenue dienten 1971 als Drehort für das Haus der Corleone-Familie.